# Bonítol oriental
El bonítol oriental (Gymnosarda unicolor) és una espècie de peix de la família dels escòmbrids i de l'ordre dels perciformes present des de la Mar Roja i l'Àfrica oriental fins a la Polinèsia Francesa, Japó i Austràlia. Els mascles poden assolir els 248 cm de longitud total i els 131 kg de pes.